# Canthonella sikesi
Canthonella sikesi là một loài bọ cánh cứng trong họ Bọ hung (Scarabaeidae).